# 东莞大道
东莞大道原称东莞科技大道，是广东省东莞市的主干道路，位于东莞市中心城区境内，是东莞市西南方向重要的城市出入口，建设耗资3.7亿人民币，于2000年9月动工，2001年9月28日通车，道路的年管理费用约1,044万元。

## 定线与路况
东莞大道呈南北走向，南起自厚街镇水乡大道莞太立交，北止于东城中路，旗峰公园附近，贯穿东莞东部新城市中心区。沿线共与环城路、四环路、鸿福路等19条主次干道相交，与107国道和四环路相交处设置互通立交，其余为平面交叉。道路长9.938公里，主线为双向八车道，两侧各设置一条双车道辅道，主、辅道间设置绿化分隔带，辅道外再设自行车道、人行道和城市绿化带，路面最宽处达189米，绿化总面积达75万平方米。
东莞大道建有延长线（现为水乡大道部分），长6.659公里，是为东莞市的东西向交通动脉，连接东莞主城与西部水乡各镇，主车道为双向六车道，起于西部干道北海河大桥西侧，终点连接水乡大道莞太立交处。延长线工程于2009年9月开工，2014年1月15日正式通车。

## 事故
- 2003年1月28日晚，一辆油罐车于东莞大道新城市中心路段发生失火爆炸事件，司机弃车逃去，事件造成莞深高速公路封锁多个小时，幸未造成伤亡。
- 2017年8月31日，东莞大道辅路与怡丰路交会处一个广告牌倒下，造成6辆汽车不同程度损坏。[6]